# 게임마스터

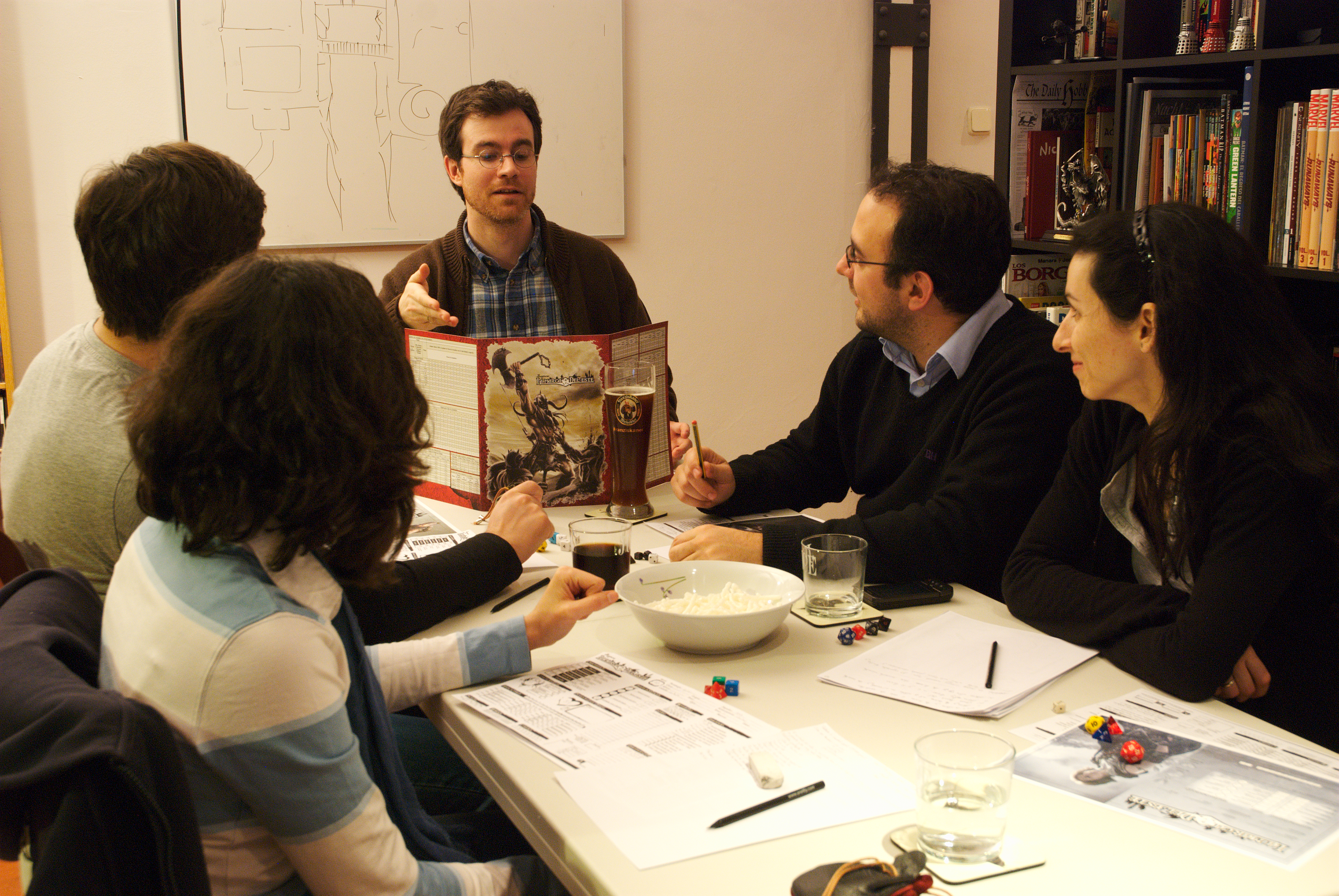
테이블 상판 롤플레잉 게임의 게임마스터(중앙) 및 플레이어

게임마스터(영어: Gamemaster, GM)는 테이블톱 롤플레잉 게임의 게임 진행을 관장하는 인물이다.  또한 온라인 게임에서는 게임에 따라 다르지만 관리자로 권한을 가진 사람 등을 가리키는 말로서 사용된다.
전통적인 탁상형 롤플레잉 게임(연필과 종이로 된 롤플레잉 게임)에서 게임마스터의 역할은 다른 참가자의 플레이어-캐릭터 스토리를 함께 짜고, 게임의 비플레이어 측면을 제어하고, 플레이어가 상호 작용하고, 모든 플레이어 분쟁을 해결할 수 있다.
게임마스터의 기본 역할은 거의 모든 전통적인 롤플레잉 게임에서 동일하지만, 규칙 세트가 다르기 때문에 게임마스터의 특정 임무는 해당 시스템에 고유한다.
온라인 게임에서 게임마스터의 역할은 게임의 규칙을 시행하고 일반적인 고객 서비스를 제공하는 것이다. 또한 기존의 롤플레잉 게임의 게임마스터와 달리 온라인 게임의 게임마스터는 급여를 받는 직원인 경우가 있다.
Dungeons & Dragons에서는 게임마스터를 던전 마스터라고 부르고, 어둠의 세계 게임에서는 스토리텔러라고 부른다.

## 용어의 역사 및 변형
게임마스터라는 용어와 그와 관련된 역할은 우편 게임 취미에서 찾을 수 있다. 일반적인 우편 게임에서, 플레이어는 군대나 문명을 제어하고 선택한 행동을 GM에게 보낸다. 그런 다음 GM은 업데이트된 게임 상태를 정기적으로 모든 플레이어에게 메일로 보낸다. 워게이밍 맥락에서 사용에는 Guidon Games 1973 규칙 세트, 론클라드가 포함된다.
롤 플레잉 게임 맥락에서 이것은 1971년 데이브 아르네슨이 자신의 게임 Blackmoor를 개발하는 동안 처음으로 사용되었지만, 인쇄된 첫번째 사용은 Chibalry & Sorcery였을 수도 있다.
각 게임 시스템에는 "판사", "내레이터", "심판", "감독" 또는 "스토리텔러"와 같이 게임마스터의 역할에 대한 고유한 이름이 있으며 이러한 용어는 게임 마스터의 역할을 설명할 뿐만 아니라 일반적이지만 게임 실행 방법을 정의하는 데도 도움이 된다.
예를 들어, 하얀 늑대 게임 스튜디오의 스토리텔링 게임에 사용된 스토리텔러 시스템은 GM을 "스토리텔러"라고 부르는 반면 규칙 및 설정 중심의 마걸슈퍼 플레오 롤플레잉 게임에 GM을 "판사"라고 부른다.
만화에서 영감을 받은 롤플레잉 게임인 Toon은 GM을 "애니메이터"라고 부른다. 일부 게임은 GM에게 시스템 또는 설정 특유의 풍미 있는 이름을 적용한다. 예를 들어 신비한 지식의 소유자(콜과 크툴루), 화백의 신(고비리스, 여기서 화백은 허영심을 나타낸다), 또는 이러한 용어 중 가장 유명한 용어는 던전 & 일라곤의 "던전 마스터"(또는 "DM")이다.

## 전통적인 탁상 롤플레잉 게임에서
게임마스터는 플레이어와 그들이 플레이하는 캐릭터(플레이어 캐릭터 또는 PC로 알려진다)를 위한 게임 세션을 준비하고, 발생하는 이벤트를 설명하고, 플레이어의 결정한 결과를 결정한다. 게임마스터는 또한 게임 세계의 일반적인 상태뿐만 아니라 비플레이어 캐릭터(NPC)와 무작위 만남을 추적한다. 게임 세션(또는 "모험")은 은유적으로 플레이어가 주연을 맡은 연극으로 설명될 수 있으며, GM은 무대, 풍경, 즉흥 대본이 만들어지는 기본 플롯, 모든 비트 부분 및 지원 문자가 있다. 게임마스터들은 이벤트를 만들고 도전 과제를 설정하는 RPG 보드 게임을 담당할 수도 있다.
GM은 지도와 기록이 게시된 게임 세계를 기반으로 게임을 실행하도록 선택할 수 있다. 그러한 게임 세계에는 미리 작성된 모험이 있는 경우가 많다. 또는, GM이 자신의 세계를 구축하고 자신의 모험을 스크립트로 작성할 수 있다.
훌륭한 게임마스터는 플레이어를 모험으로 끌어들여 모두가 즐길 수 있도록 한다. 훌륭한 게임마스터는 빠른 두뇌, 날카로운 재치, 풍부한 상상력을 가지고 있다.
게임마스터는 또한 게임 밸런스를 유지해야 한다. 무시무시하게 압도적인 몬스터나 플레이어는 재미가 없다. 1997년에 숙련된 코드 작성자와 같이 좌뇌를 선호하는 사람들은 대개 스토리텔링과 운문이라는 미묘한 게임마스터 세계에서 성공하지 못한다는 사실을 주목했다.

### 네 가지 주요 "모자"
저자: GM은 플레이어인 캐릭터가 영웅(악당, 부자 등)이 되는 이야기의 줄거리를(가장 느슨한 의미에서) 계획한다. 설정을 생성(또는 조정, 선택)하고 해당 지역을 악당과 다른 NPC로 채우고 필요한 배경, 동기, 계획 및 리소스를 할당한다.
감독: 게임 중, 각각의 플레이어들은 일반적으로 플레이어 캐릭터 중 하나의 행동을 제어하지만 GM은 필요에 따라 모든 NPC의 행동을 결정한다.
심판: 대부분의 탁상형 RPG에서는 충돌하는 상황을 해결하기 위해 규칙이 제공된다.("쾅! 죽었어!"/"아니, 놓쳤어!"이런 곤란한 상황을 방지한다.) GM은 모호한 상황에서 이러한 규칙에 대한 필요한 해석을 제공해야 한다. GM은 이러한 코너 케이스를 다루거나 다른 게임 경험을 제공하기 위해 하우스 룰을 승인하거나 제공할 수도 있다.
관리자: GMing에서 공식적으로 가장 적게 처방된 부분이기 때문에 사람들을 가장 놀라게 한다. GM은 일반적으로 처음에 게임을 조직하고, 플레이어를 찾고, 세션을 예약하고, 플레이할 장소를 파악할 뿐만 아니라 중재자 역할을 하고 때때로 모든 참가자의 요구와 욕구의 균형을 맞춘다. 결단력이 없거나 경험이 부족한 플레이어의 진정한 욕구를 파악한다.

## 온라인 게임에서
초기 가상 세계에서의 게임마스터는 중재자 또는 관리자 역할을 했다. MUD에서 게임마스터를 "마법사"라고 불렀다. 전통적인 롤 플레잉 게임에서 볼 수 있는 형태의 게임 마스터링은 반자동 가상 세계에서도 사용되었다. 그러나 인간의 중재는 자동화된 세계에서 가끔 불공정하거나 맥락에 맞지 않는 것으로 간주되었다.
온라인 게임이 확장된것에 따라서, 게임마스터의 임무는 온라인 커뮤니티의 고객 서비스 담당자로 확장되었다. 이러한 게임에서 게임마스터는 숙련된 자원 봉사 플레이어이거나 게임 퍼블리셔의 직원이다. 스패머, 플레이어 킬러, 사기꾼 및 해커를 추방하고 일반 고객 서비스를 제공하여 플레이어의 문제를 해결하고 게임에서의 규칙을 시행한다. 그들은 작업들을 위해 플레이어에게 텔레포트, 아이템 소환, 플레이어의 활동을 기록하는 로그 탐색과 같은 작업을 수행할 수 있는 특수 도구와 캐릭터를 사용한다. 종종 게임에 불만을 느끼는 플레이어는 오류나 결함에 대해 GM을 직접 비난한다. 그러나 이러한 비난의 대부분이 GM이 개발자가 아니라고하면서 이런 유형의 문제를 해결할 수 없어 잘못 전달된다.
현재 없어진 'America Online Online Gaming Forum'에 사용자 기반에서 애플리케이션이 선택한 자원 봉사자를 사용했다. 이 사람들은 다른 회원들에게 단순하게 OGF라고 불렸으며 그들의 스크린명은 그들의 지위를 나타냈었다.(즉, OGF Moose 등) 온라인 게임 포럼의 회원 자격에는 오직 하나의 실제 요구 사항(다시말해서, AOL 회원)이 있었지만 OGF에는 AOL "가이드"와 매우 유사한 권한이 부여되었고, 적절해 보이는 사용자들을 규율을 하기 위해서 사용할 수 있다.

## 같이 보기
- 던전 마스터